# ويست سبرينغفيلد
ويست سبرينغفيلد (ماساتشوستس) (بالإنجليزية: West Springfield, Massachusetts)‏ هي مدينة تقع في الولايات المتحدة في مقاطعة هامبدن (ماساتشوستس). يقدر عدد سكانها بـ 28,391 نسمة ومساحتها 45.4 كم2 وترتفع عن سطح البحر 20 متر.

## التركيبة السكانية
حدّد مكتب تعداد الولايات المتحدة بيانات التركيبة السكانية لويست سبرينغفيلد في تعداد الولايات المتحدة. في ما يلي، التركيبة السكانية حسب تعدادي 2000 و2010.

### تعداد عام 2010
بلغ عدد سكان ويست سبرينغفيلد 28,391 نسمة بحسب تعداد عام 2010، وبلغ عدد الأسر 12,124 أسرة وعدد العائلات 7,119 عائلة مقيمة في المدينة. في حين سجلت الكثافة السكانية 625.1 نسمة لكل كيلومتر مربع (1,619.0/ميل2). وبلغ عدد الوحدات السكنية 12,697 وحدة بمتوسط كثافة قدره 279.5 لكل كيلومتر مربع (723.9/ميل2).
وتوزع التركيب العرقي للمدينة بنسبة 86.32% من البيض و3.31% من الأمريكيين الأفارقة و0.23% من الأمريكيين الأصليين و4.41% من الأمريكيين ذوي الأصول الآسيوية و0.05% من سكان جزر المحيط الهادئ و3.38% من الأعراق الأخرى و2.30% من عرقين مختلطين أو أكثر و8.70% من الهسبانيون أو اللاتينيون من أي عرق.
بلغ عدد الأسر 12,124 أسرة كانت نسبة 27.7% منها لديها أطفال تحت سن الثامنة عشر تعيش معهم، وبلغت نسبة الأزواج القاطنين مع بعضهم البعض 41.9% من أصل المجموع الكلي للأسر، ونسبة 12.2% من الأسر كان لديها معيلات من الإناث دون وجود شريك،  بينما كانت نسبة 4.6% من الأسر لديها معيلون من الذكور دون وجود شريكة وكانت نسبة 41.3% من غير العائلات. تألفت نسبة 34.3% من أصل جميع الأسر من عدة أفراد يعيشون في نفس المنزل ونسبة 11.9% كانت تتألف من شخص يعيش بمفرده يبلغ من العمر 65 عاماً أو أكثر. وبلغ متوسط حجم الأسرة المعيشية 2.33، أما متوسط حجم العائلات فبلغ 3.03.
بلغ العمر الوسطي للسكان 40.4 عاماً. وكانت نسبة 21.1% من القاطنين تحت سن الثامنة عشر، وكانت نسبة 9.1% بين الثامنة عشر والرابعة والعشرين عاماً، ونسبة 25.9% كانت واقعةً في الفئة العمرية ما بين الخامسة والعشرين والرابعة والأربعين عاماً، ونسبة 28.8% كانت ما بين الخامسة والأربعين والرابعة والستين، ونسبة 15.1% كانت ضمن فئة الخامسة والستين عاماً فما فوق. وتوزع التركيب الجنسي للسكان بنسبة 48.8% ذكور و51.2% إناث.

## أعلام
- مايلز جوزيف
- جاستن مورغان
- جو راجلاند
- يوجين غراتسيا
- تيم داغت